# Скрипчинська сільська рада
Скри́пчинська сільська́ ра́да — адміністративно-територіальна одиниця та орган місцевого самоврядування в Козелецькому районі Чернігівської області. Адміністративний центр — село Скрипчин.

## Загальні відомості
- Населення ради: 464 особи (станом на 2001 рік)

## Населені пункти
Сільській раді підпорядковані населені пункти:
- с. Скрипчин
- с. Пушкарі

## Склад ради
Рада складається з 12 депутатів та голови.
- Голова ради: Гатченко Сергій Олексійович
- Секретар ради: Демченко Валентина Михайлівна

### Керівний склад попередніх скликань
| Прізвище, ім'я, по батькові | Основні відомості                                                                                 | Дата обрання | Дата звільнення |
| --------------------------- | ------------------------------------------------------------------------------------------------- | ------------ | --------------- |
| Однолько Світлана Іванівна  | Сільський голова, 1964 року народження, позапартійна                                              | 26.03.2006   | 31.10.2010      |
| Гатченко Сергій Олексійович | Сільський голова, 1976 року народження, освіта середня загальна, член Української Народної Партії | 31.10.2010   |                 |

Примітка: таблиця складена за даними сайту Верховної Ради України

### Депутати
За результатами місцевих виборів 2010 року депутатами ради стали:

#### За суб'єктами висування
| Суб'єкт висування                                       | Кількість обраних депутатів | %    |
| ------------------------------------------------------- | --------------------------- | ---- |
| Партія регіонів                                         | 5                           | 41,7 |
| Самовисування                                           | 4                           | 33,3 |
| Політична партія Всеукраїнське об'єднання «Батьківщина» | 2                           | 16,7 |
| Політична партія «Сильна Україна»                       | 1                           | 8,3  |

#### За округами
| № округу                                                | Прізвище, ім'я, по батькові   | Дата визнання обраним | Освіта             | Партійна приналежність | Відомості про обраного депутата                           |
| ------------------------------------------------------- | ----------------------------- | --------------------- | ------------------ | ---------------------- | --------------------------------------------------------- |
| Партія регіонів                                         |                               |                       |                    |                        |                                                           |
| 4                                                       | Смалько Сергій Миколайович    | 01.11.2010            | середня            | позапартійний          | Козелець кий Районна Електро мережа, диспетчер            |
| 8                                                       | Суховець Валентина Дмитрівна  | 01.11.2010            | середня            | позапартійна           | тимчасово не працює                                       |
| 10                                                      | Шатрок Ніна Петрівна          | 01.11.2010            | середня спеціальна | позапартійна           | Козелецька ЦРБ, бібліотекар                               |
| 11                                                      | Ремез Андрій Павлович         | 01.11.2010            | середня спеціальна | позапартійний          | Козелецьке відділення Мисливське районне товариство, єгер |
| 12                                                      | Любенко Наталія Андріївна     | 01.11.2010            | середня спеціальна | позапартійна           | тимчасово не працює                                       |
| Політична партія Всеукраїнське об'єднання «Батьківщина» |                               |                       |                    |                        |                                                           |
| 1                                                       | Миненко Олександр Гри         | 01.11.2010            | середня            | позапартійний          | Приватне підприємство «Бенефісі», охоронець               |
| 6                                                       | Пенський Петро Федорович      | 01.11.2010            | середня спеціальна | позапартійний          | Козелець кий Районна Електро мережа, водій                |
| Політична партія «Сильна Україна»                       |                               |                       |                    |                        |                                                           |
| 9                                                       | Демченко Валентина Миколаївна | 01.11.2010            | середня спеціальна | позапартійна           | Скрипчинська сільська рада, секретар                      |
| Самовисування                                           |                               |                       |                    |                        |                                                           |
| 2                                                       | Іваненко Тетяна Василівна     | 01.11.2010            | середня спеціальна | позапартійна           | тимчасово не працює                                       |
| 3                                                       | Грицай Тамара Іванівна        | 01.11.2010            | середня            | позапартійна           | тимчасово не працює                                       |
| 5                                                       | Симонсук Лариса Дмитрівна     | 01.11.2010            | середня спеціальна | позапартійна           | ТОВ «Транс-лайт», директор                                |
| 7                                                       | Круглик Світлана Петрівна     | 01.11.2010            | середня спеціальна | позапартійна           | тимчасово не працює                                       |